# Caroline Louisa Burnaby
Pour les articles homonymes, voir Cavendish-Bentinck.
Caroline Louisa Cavendish-Bentinck (née Caroline Louisa Burnaby le 5 décembre 1832 à Leicester, morte le 6 juillet 1918 à Dawlish est l'arrière-grand-mère maternelle de la reine Élisabeth II, la grand-mère de la reine Elizabeth Bowes-Lyon (la reine mère).

## Biographie
Fille de Edwyn Burnaby de Baggrave Hall et de son épouse Anne Caroline Salisbury, elle est baptisée le 5 décembre 1832 à Hungarton.
Le 13 décembre 1859, elle devient la seconde épouse du révérend Charles Cavendish-Bentinck. Ensemble, ils ont trois enfants :
- Cecilia Nina Cavendish-Bentinck (1862-1938), mariée à Claude Bowes-Lyon, 14e comte de Strathmore et Kinghorne. Ils sont les parents de la reine mère Elizabeth (1900-2002), et ainsi les grands-parents maternels de la reine Élisabeth II.
- Ann Violet Cavendish-Bentinck (1864-1932).
- Jacinthe Cavendish-Bentinck (1864-1916), mariée à Augustus Edward Jessop.

Après la mort de son premier époux en 1865, elle épouse, le 30 septembre 1870, Harry Warren Scott (mort le 23 août 1889 à Forbes House, Ham, Surrey). Elle meurt, deux fois veuve, le 6 juillet 1918 à Dawlish.